# Diamond Hill
Diamond Hill (in gaelico irlandese Binn Ghuaire ) è una massiccia collina a sud-est di Letterfrack (contea di Galway, Irlanda).

## Toponimo

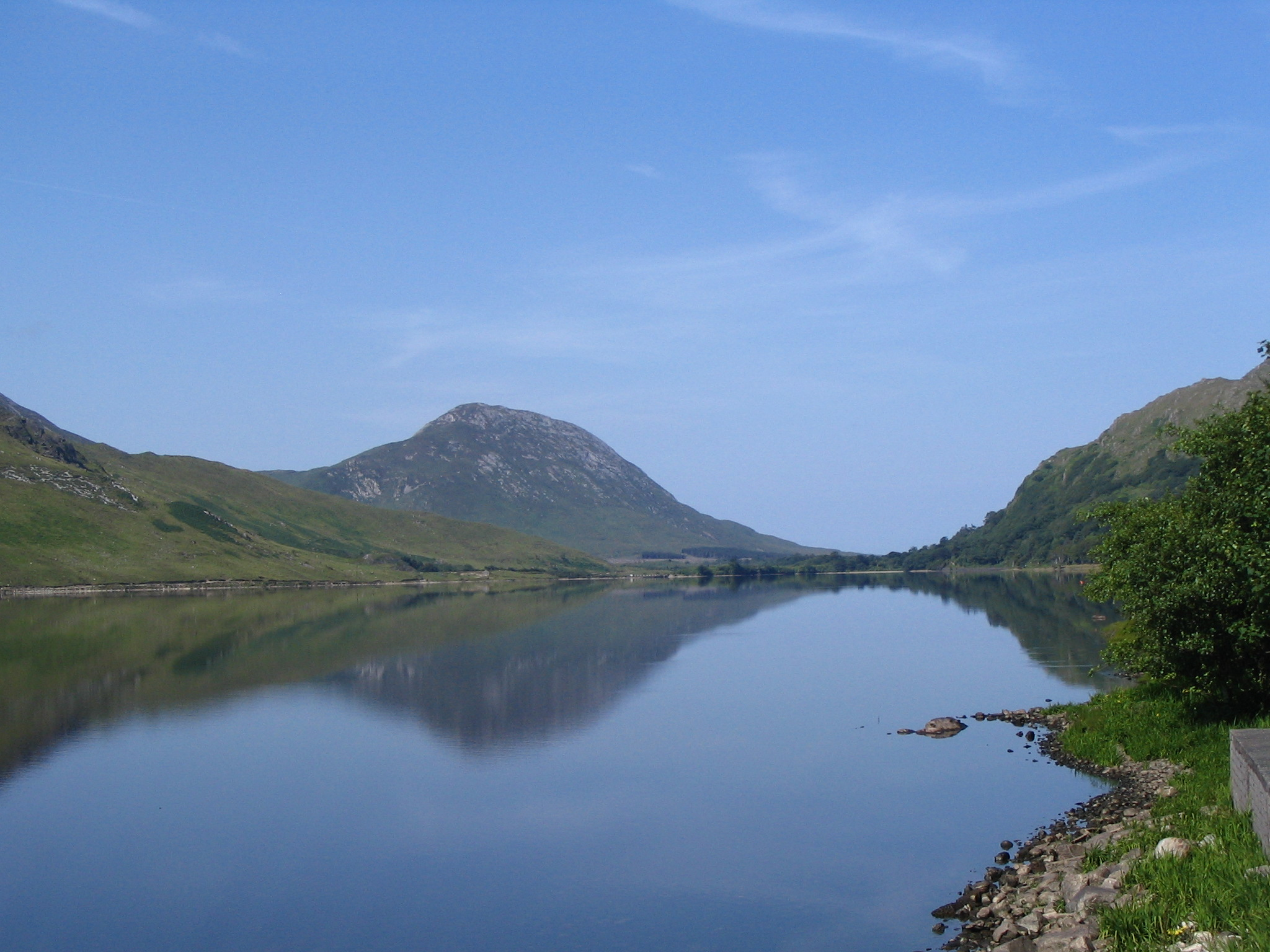
Diamond Hill dal Kylemore Lough.

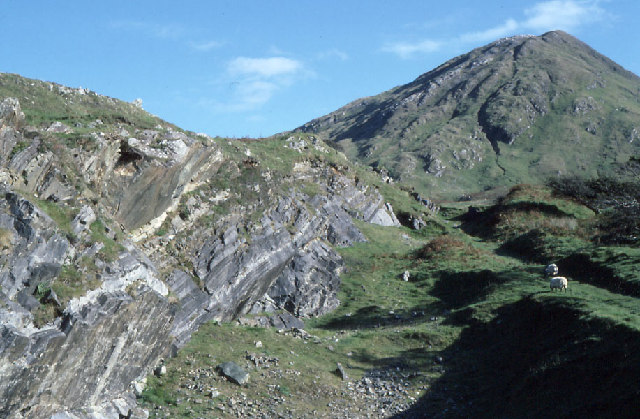
Diamond Hill nell'ottobre 1987.

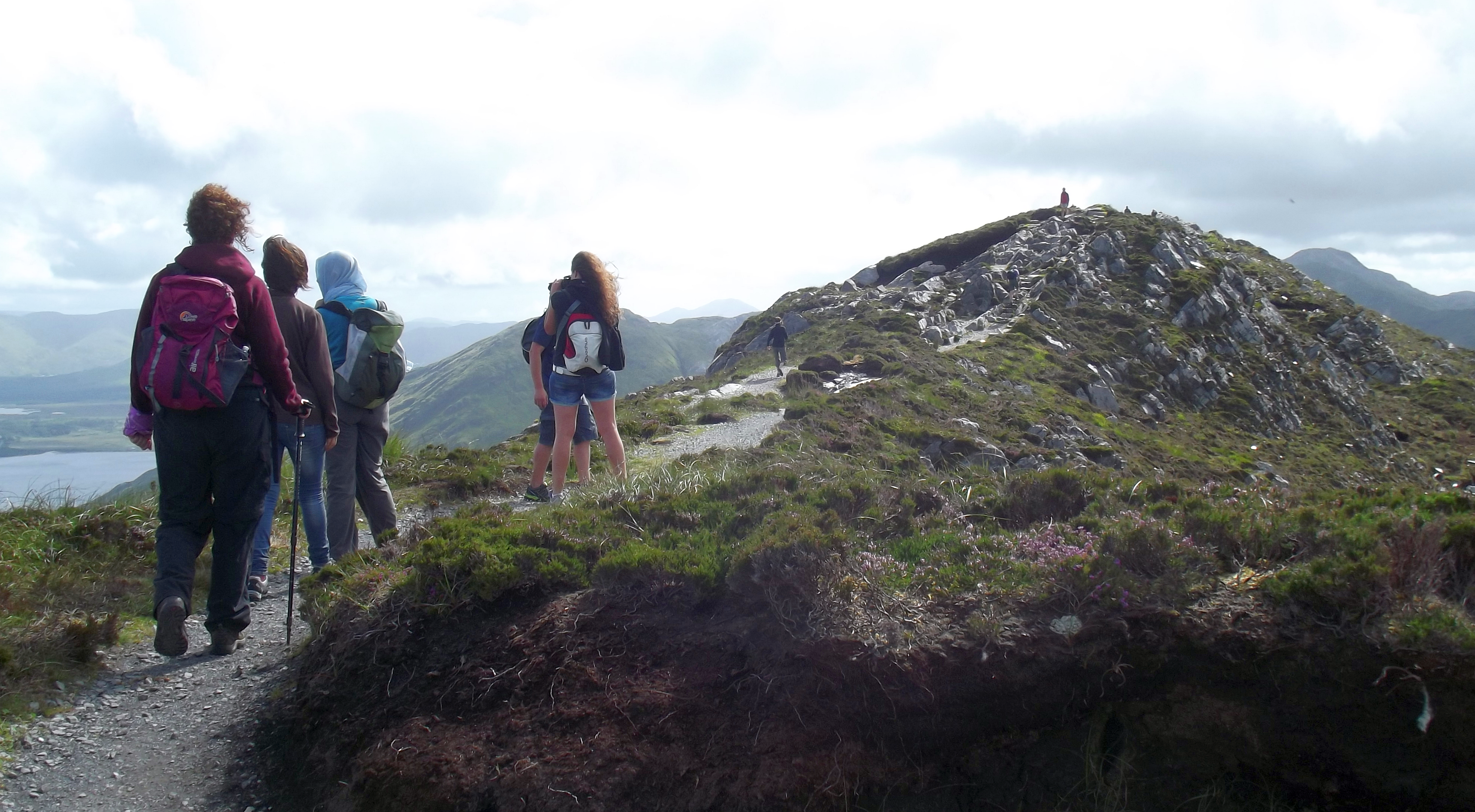
La cima della collina - agosto 2013.

Il significato inglese di Diamond Hill è collina diamante, o di diamante. Quello del nome gaelico Binn Ghuaire è invece picco di Ghuaire, e si riferisce al re del Connacht Guaire Aidne mac Colmáin (morto nell'anno 663).

## Geografia
La collina, dell'altezza di 442-metro (1 450 ft) e con una prominenza topografica di 277-metro (909 ft), è collocata in posizione dominante più o meno a metà strada tra la baia di Ballynakill (a ovest) e la catena dei Twelve Bens (a est), della quale viene in genere considerata parte. Per le sue caratteristiche di altitudine e di prominenza topografica è inoltre inclusa tra i Marilyn.
Sulla cima si trova un grosso cairn. Il panorama dal punto culminante comprende un lungo tratto della costa atlantica irlandese con al largo le isole di Inishbofin e Inishark nonché, verso l'interno, la catena dei Twelve Bens.

## Accesso alla cima
La via di salita che parte dal centro visitatori del parco nazionale del Connemara (a Letterfrack) non richiede particolari abilità escursionistiche o alpinistiche, ma è consigliabile essere provvisti di vestiti e calzature adeguati nonché una discreta forma fisica. L'anello di sentieri segnalati che conducono alla cima della collina è composto da una parte bassa (Lower Diamond Hill Walk) di 3 km e di una parte alta (Upper Diammond Hill Walk) di 3.7 km. .
Diamond Hill è una meta escursionistica popolare sia tra i turisti stranieri che visitano la regione sia tra i camminatori irlandesi.

## Tutela naturalistica
Diamond Hill e l'area circostante sono incluse nel Parco nazionale di Connemara.